# Anthurium septuplinervium
Anthurium septuplinervium är en kallaväxtart som beskrevs av Luis Aloysius, Luigi Sodiro. Anthurium septuplinervium ingår i släktet Anthurium och familjen kallaväxter. Inga underarter finns listade.